# Hermann Schröder (Zahnmediziner)
Hermann Schröder (* 3. Februar 1876 in Verden; † 17. April 1942 in Berlin) war ein deutscher Zahnmediziner.

## Leben
Er studierte ab 1892 in Kiel, Berlin und Erlangen, wo er als Assistent blieb und zum Dr. phil. promovierte. In Berlin wurde er Mitglied der Landsmannschaft Guestphalia. 1898 wechselte er an das Zahnärztliche Institut der Universität Kiel, arbeitete daneben aber auch als Hilfsassistent an der chirurgischen Universitätsklinik. Zwei Jahre später wurde er auf Wunsch des Chirurgen August Bier als erster Zahnmediziner und mit Lehrauftrag für die gesamte Zahnheilkunde an die Universität Greifswald berufen, an der er bis 1907 wirkte. 1904 nahm er am Vierten Internationalen Zahnmedizinischen Kongress in St. Louis teil, wo er einen Vortrag über Prognathie hielt. 1907 habilitierte sich Schröder mit der Dissertationsschrift Die Anwendungsweise zahnärztlicher Prothetik mit besonderer Berücksichtigung des sofortigen Kieferersatzes nach Resektion. Anschließend erhielt er einen Ruf nach Berlin, wo er außerordentlicher Professor für Zahnärztliche Prothetik und Leiter der prothetischen Abteilung am Zahnärztlichen Institut der Friedrich-Wilhelms-Universität wurde. Nach dem Institutsneubau in der Invalidenstraße stand ihm ab 1912 die modernste zahnärztliche Einrichtung in Europa zur Verfügung. Im Ersten Weltkrieg erlangte er den akademischen Grad eines Dr. med. und gründete eine Unterabteilung chirurgische Prothese. Schröder prägte das wissenschaftliche Leben am Institut, ab 1934 als geschäftsführender Direktor, bis zu seinem Tod im Jahre 1942.

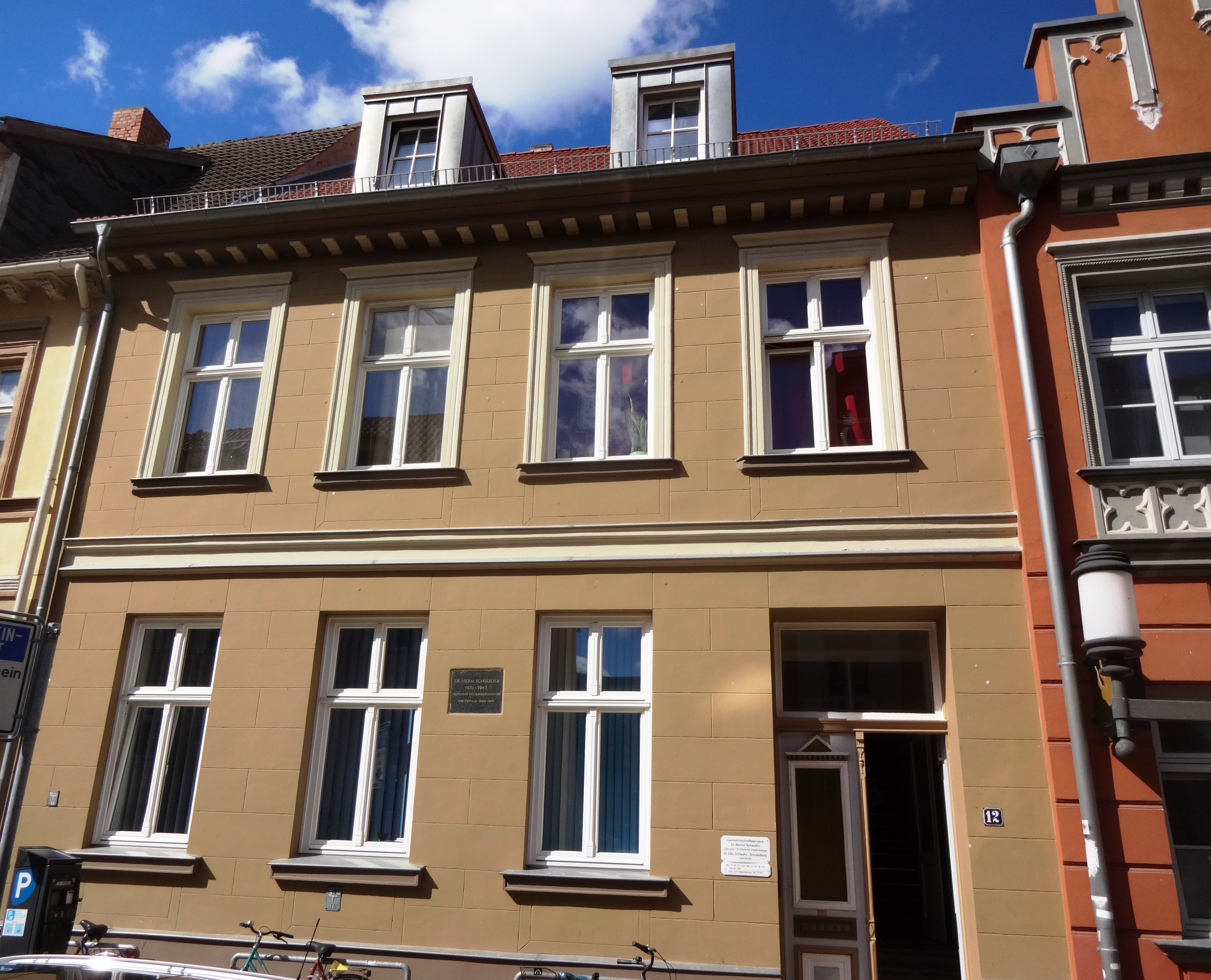
Hermann Schröders Wohnhaus in Greifswald, Fischstraße 12

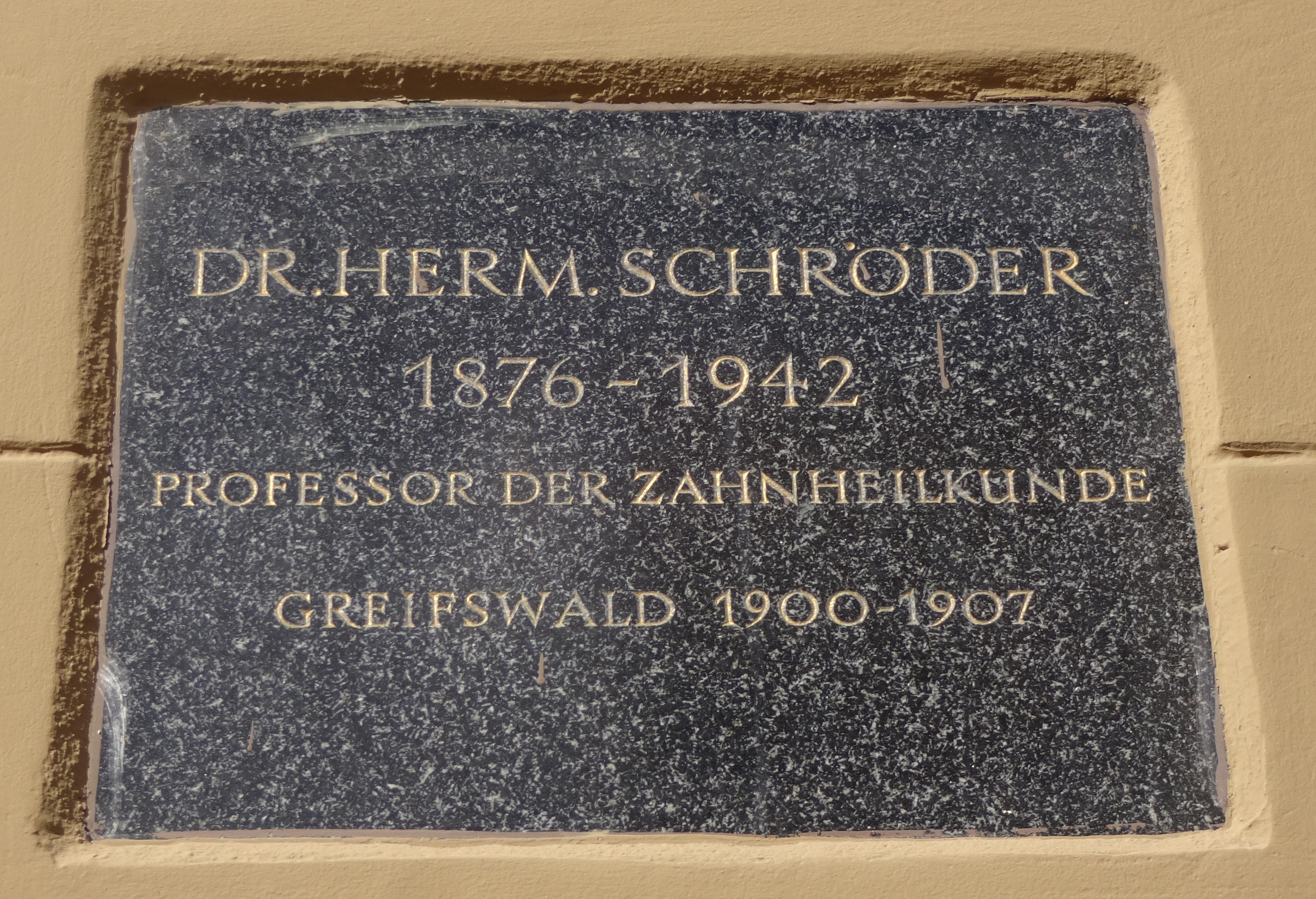
Gedenkschild für Herm. Schröder, Fischstr. 12, Greifswald

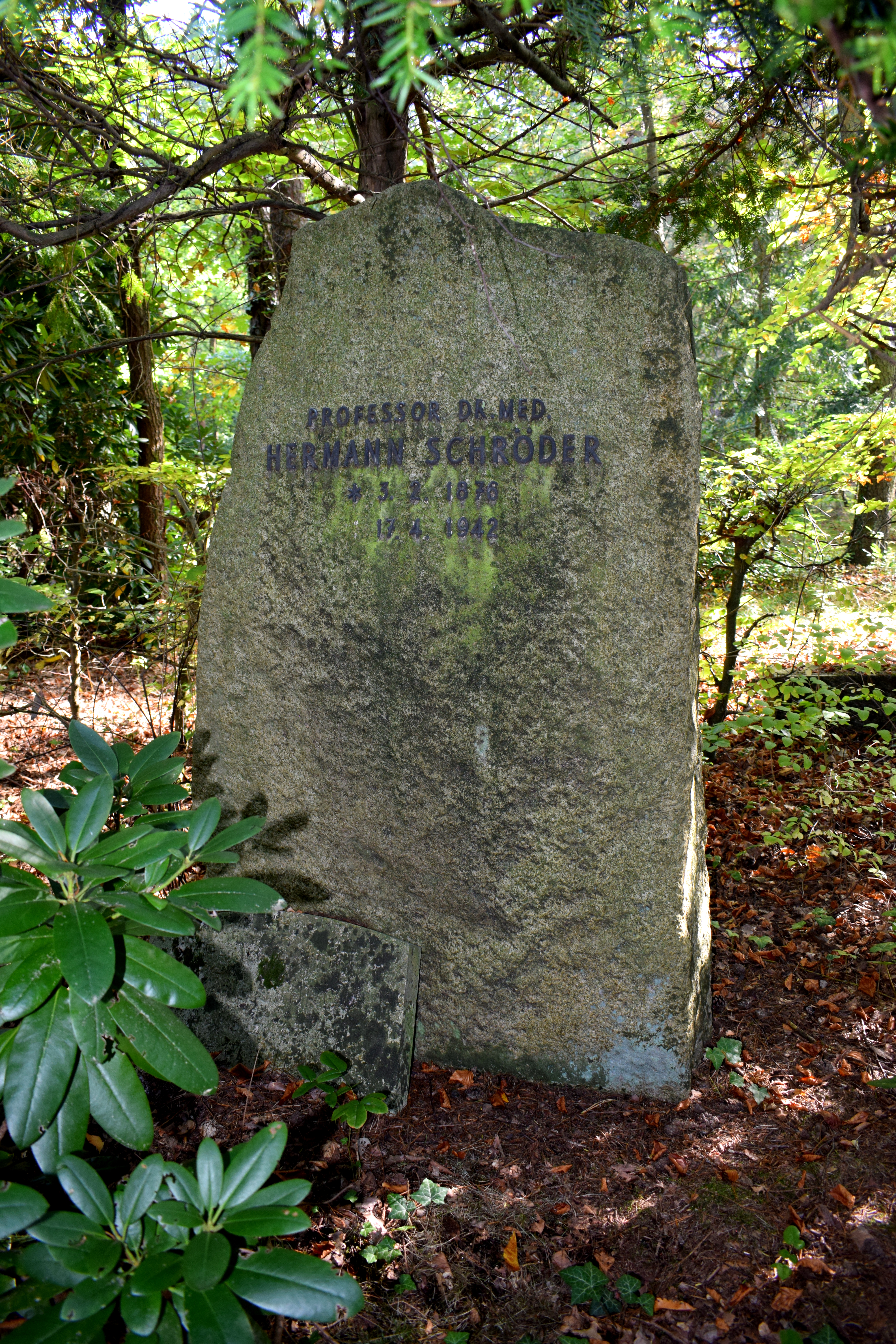
Grabstein in Stahnsdorf

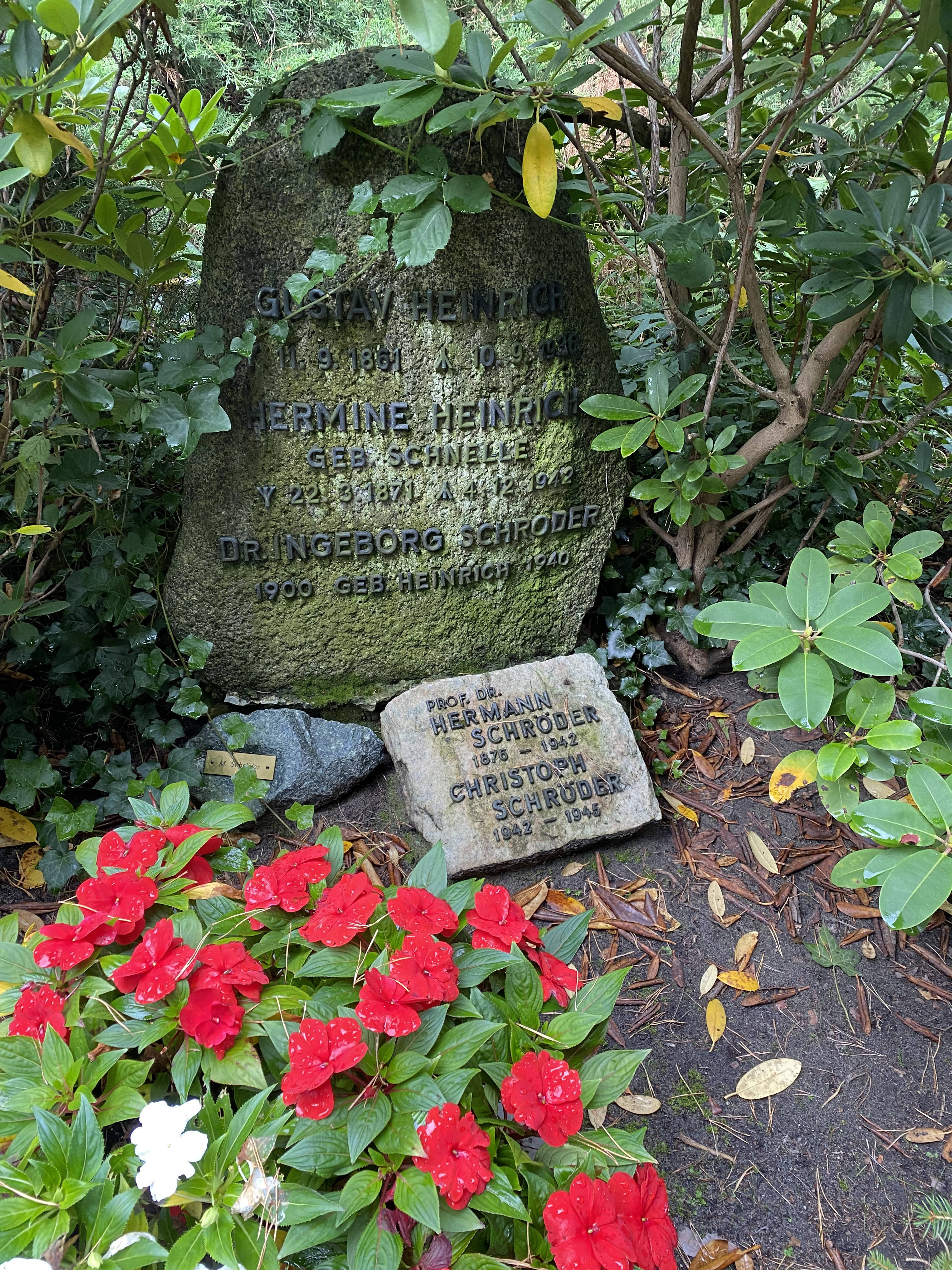
Grabstätte auf dem Waldfriedhof Dahlem

Hermann Schröder wurde ursprünglich auf dem Südwestkirchhof Stahnsdorf beigesetzt, wo heute noch sein Grabstein steht. Bereits 1968 wurde er allerdings auf den Waldfriedhof Dahlem umgebettet. Die Grabstätte findet sich in Abt. 21, Nr. 61.

## Werk
Schröder beschäftigte sich hauptsächlich mit der Morphologie, Physiologie und Pathophysiologie des Kauorgans. Er entwickelte zahlreiche Techniken und Geräte der Kieferchirurgie. So konstruierte er komplizierte Artikulatoren, Geräte zur Simulation von Kieferbewegungen, die zur Anfertigung von Zahnprothesen benötigt wurden. Diese bilden den Grundstock der heutigen weltweit umfangreichsten Artikulatorensammlung im Besitz der Humboldt-Universität zu Berlin. 1911 entwickelte er gemeinsam mit seinem Schüler, dem Kieferchirurgen Franz Ernst (1887–1947), das Schröderband zur Befestigung einer Zahnprothese an den Molaren. 1913 brachten Schröder und Ernst das Kieferbruchbesteck nach Schröder-Ernst auf den Markt, mit dem ein Drahtschienenverband ohne Modell angelegt werden konnte. Dieses fand in den Lazaretten des Ersten Weltkriegs breite Anwendung.
Schröder beschäftigte sich darüber hinaus mit Abformmethoden, Werkstoffkunde und Implantologie (Schrödersche Elfenbeinschrauben). Er entwickelte auch die nach ihm benannte  Schrödersche Lüftung, eine Therapie, bei der die Druckentlastung eines vereiterten Zahnes nicht durch den eröffneten Wurzelkanal erfolgt, sondern durch eine Trepanation des Kieferknochens bis zum Eiterherd.
Mitte der 1920er Jahre wandte sich Schröder verstärkt auch der Kariesforschung zu, die er für die Entwicklungsmöglichkeiten und Aussichten der Zahnheilkunde bedeutsam hielt. In seinem Beitrag zu Friedrich Proells Festschrift (1926) sprach er sich gegen Amalgamfüllungen aus und bedauerte, dass in prophylaktischer Beziehung bisher nicht viel erreicht sei. Unter den Ernährungsfaktoren mit prophylaktischer Wirkung nennt er besonders den Kalk und die Vitamine. Neben homöopathisch dosiertem Calciumphosphat für einen erleichterten Zahndurchbruch (wie es de facto erstmals von Wilhelm Heinrich Schüßler, und erst später von Richard Schönwald propagiert wurde) sah Schröder auch im Fluor eine wichtige präventive Rolle. Er empfahl Forschungen darüber anzustellen, ob Zähne, die nicht zur Karies neigen, einen höheren Gehalt an Fluor im Schmelz aufweisen als solche, die eine große Krankheitsbereitschaft zeigen. Im gleichen Jahr noch nahm Schröders neuer Assistent Fritz Trebitsch (1897–1990) entsprechende Untersuchungen in Angriff und trug mit seinen später als viel zu hoch befundenen Werten zu einer Diskussion bei, die schon seit Langem als fast ein Kampf bezeichnet wurde. Ab ca. 1927 vertrieb die Firma Homoia (Karlsruhe) drei von Schröder entwickelte Präparate, die Fluorid in homöopathischer Dosierung enthielten, Zahn-Fluorid, Kalk-Fluorid (zeitgleich mit Zahn-Fluorid) und Fluoridol. 1933 trat Schröder der Einheitsfront der Zahnärzte bei, um sich dem nationalsozialistischen „Führerprinzip“ zu verpflichten, einem fundamentalen Prinzip des Faschismus der Zwischenkriegszeit und seiner Führerparteien. Im Jahr 1936 war Lem’i Belger, der Assistent des Kariesforschers Alfred Kantorowicz in der Türkei und spätere Professor für Prothetik, Gast-Assistent bei Schröder. Im Rahmen der Neuen deutschen Zahnheilkunde wurde 1936 an der Berliner Universität die Arbeitsgemeinschaft für Kariesforschung und Kariesbekämpfung gegründet. Bei der ersten Tagung am 13. Juni 1936 hielt Reichszahnärzteführer Ernst Stuck die Eröffnungsrede und Schröder wurde Leiter der Arbeitsgemeinschaft. Nach Schröders wissenschaftlich orientiertem Vortrag ergriff Franz Wirz, Mitglied des Sachverständigenbeirats für Volksgesundheit bei der Reichsleitung der NSDAP, das Wort. Er bemängelte, dass die Kariesbekämpfung als vorrangiges Ziel der Gesundheitsführung in der ersten Version des Namens der Arbeitsgemeinschaft leider ausgelassen war. Kariesforschung allein sei bei Weitem nicht ausreichend. Im Interesse der Volksgesundheit müsse unabhängig vom Stand der Wissenschaft gehandelt werden. Im Jahr 1938 beteiligte sich Schröder an einer Festschrift zu Ehren Hermann Eulers. Im Kreis diverser Nazi-Größen vertiefte er hier seine früheren Ausführungen zu Kalzium, Phosphor, Fluor und Vitamin D. Im September 1941 nahm er zur Bedeutung des Vollkornbrotes für die Gesunderhaltung des Gebisses Stellung und fasste zusammen: „Das Roggenbrot verdient dem Weizenbrot gegenüber den Vorzug, und zwar einmal aus volkswirtschaftlichen Gründen (Deutschland hat mehr Roggen- als Weizenboden zur Verfügung) und zum anderen, weil das Roggenbrot verhältnismäßig mehr Mineralsalze enthält als das Weizenbrot und zudem auch Spurenelemente, wie z. B. Fluor ...“. Auf Veranlassung von Stuck, der ab 1937 an der Universität Berlin einen Lehrauftrag für zahnärztliche Berufskunde hatte, wurde im Februar 1942 die Arbeitsgemeinschaft in ein Institut für Kariesforschung umfunktioniert und Schröder die Leitung zugewiesen. Bei der Eröffnung hielt Schröder, bereits sichtlich von Krankheit gezeichnet, einen zweistündigen Vortrag. Als er am 17. April 1942 verstarb, wurde die Leitung des Instituts kommissarisch Hermann Euler aufgetragen. Im Nachruf erklärte Stuck, dass Schröder zu seinen engsten Beratern gehörte und nichts sei auf diesem Gebiete geschehen, was mit ihm nicht sorgfältig durchgesprochen worden wäre und seine grundsätzliche Zustimmung gefunden hätte. Er sei Nationalsozialist gewesen, ohne Parteigenosse zu sein.
Seine Schriften Die zahnärztliche Hilfe im Felde (1914, zusammen mit Fritz Williger (1861–1932)) und Die Unterkieferschußbrüche und ihre Behandlung (1917, zusammen mit Rudolf Klapp) wurden in der Sowjetischen Besatzungszone auf die Liste der auszusondernden Literatur gesetzt.
Ferner arbeitete Schröder mit Paul Vogler zusammen, indem er regelmäßige Visiten und ggfs. erforderliche Zahnsanierungen an dessen Patienten durchführte.

## Schriften (Auswahl)
- Frakturen und Luxationen der Kiefer. Handbuch der zahnärztlich-chirurgischen Verbände und Prothesen, Bd. 1, Berlin (1911)
- Zur Frage der Erhöhung des Nutzeffektes der Platten-Prothese, Berlin (1924)
- Die anatomischen, physiologischen und mechanischen Grundlagen der zahnärztlichen Prothetik, Berlin (1925)
- Über die Aufgaben der zahnärztlichen Prothetik und die Versuche zu ihrer Lösung, Berlin (1929)

## Mitgliedschaften
- Leopoldina (1933)[30]